# Monkey Bay
Monkey Bay är en ort i Malawi.   Den ligger i distriktet Mangochi District och regionen Southern Region, i den sydöstra delen av landet vid Malawisjön. Monkey Bay ligger 484 meter över havet och antalet invånare är 11 619.
Orten har en flygplats, Monkey Bay.
Terrängen runt Monkey Bay är platt åt sydost, men åt nordväst är den kuperad.